# Gibbs (Missouri)
Gibbs è un villaggio degli Stati Uniti d'America, situato nello Stato del Missouri, nella contea di Adair.